# Warner Bros. Interactive Entertainment
Warner Bros. Interactive Entertainment (ook bekend als WB Games) is een Amerikaans computerspeluitgever gevestigd in Burbank, Californië. Het bedrijf werd in januari 2004 opgericht als gamesdivisie van Warner Bros. Entertainment, Inc., onderdeel van Warner Bros. Discovery. WBIE kan gezien worden als een opvolger van het in 1993 opgerichte Warner Bros. Consumer Products.

## Ontwikkelstudio's

### Huidige
- Monolith Productions in Kirkland
- NetherRealm Studios in Chicago
- Rocksteady Studios in Londen
- TT Games in Maidenhead
- Turbine in Needham
- WB Games Montréal in Montreal
- WB Games San Francisco in San Francisco

### Voormalige
- Snowblind Studios in Kirkland - In 2010 samengevoegd met Monolith Productions
- Surreal Software in Kirkland - Idem